# Aïn El Hadjel
Aïn El Hadjel (în arabă عين الحجل) este o comună din provincia M'Sila, Algeria.
Populația comunei este de 33.046 locuitori (2008).